# Sunny Lane
Pour les articles homonymes, voir Sunny (homonymie) et Lane.
Sunny Lane, née Holly Hodges le 2 mars 1980 en Géorgie (États-Unis), est une actrice pornographique américaine.

## Biographie
Ancienne patineuse sur glace professionnelle, elle dut arrêter cette voie à cause d'une blessure et devint danseuse dans des night-clubs. Elle a commencé sa carrière dans la pornographie en 2005.
Le 7 décembre 2007, elle participe à un show de télé-réalité, My Bare Lady (en), et dans un épisode de Primetime: The Outsiders, sur ABC, elle "défend" son métier. Elle travaillera de temps en temps au Moonlite Bunny Ranch.
Ne pratiquant d'ordinaire que des pénétrations vaginales, elle s'essaie à la pénétration anale avec l'acteur pornographique Manuel Ferrara, dans Big Wet Asses 13 (2008) qui est récompensé d'un AVN Award en 2009. Elle joue régulièrement aussi dans des films 100 % saphiques, comme : Her First Lesbian Sex, Lesbian Seductions, No Man's Land Girlbang, Pussy Party ou Women Seeking Women.
Elle a confié que ses parents sont fiers d'elle et qu'il leur arrive souvent de regarder ses films.
Elle joue aussi dans Pants-Off Dance-Off sur Fuse TV, sous le nom de Sunny Lee.

## Récompenses et nominations
Récompenses
- 2007 : Adultcon award, Best Actress in an intercourse performance[2]
- 2008 : 
  - AVN Award, Best POV Sex Scene — Goo Girls 26 (2008)[3]
  - Night Moves Adult Entertainment Award — Best Feature Dancer, Fans' Choice
- 2009 : AVN Award, Best Anal Sex Scene — Big Wet Asses 13 (2008) avec Manuel Ferrara
- 2014 : XRCO Awards — Best Cumback[4]

Nominations
- 2008 : 
  - AVN Award, Best Supporting Actress — The Make Up (2007)
  - AVN Award, Best Three-way Sex Scene — Bad Bad Blondes (2006) avec Lacie Heart & Derrick Pierce
- 2007 : AVN Award, Best Actress —  Sex Pix (2005)
- 2006 : 
  - AVN Award, Best Actress — Dark Angels 2 (2005)
  - AVN Award, Best New Starlet

## Filmographie
- Porn Royalty: Nina Hartley (2014)
- Pump My Ass (2014)
- Chow Down (2013)
- It's A Girl Thing 2 (2012)
- Flying Pink Pig 2 (2011)
- Superstar Showdown 4: Alexis Texas vs. Sarah Vandella (2011)
- Supergirl XX: An Extreme Comixx Parody (2011)
- Mommy & Me (2011) .... Sunny
- Supergirl XX (2011) (V[5]) .... Barbara Gordon
- Amateur Porn Star Killer 3D: Inside the Head (2010) (V[5])
- Cranked (2010) (V[5]) .... Hot Nurse
- Creature Feature (2010) (V[5]) .... NonSex Performers
- The Human Sexipede (2010) (V[5])
- Alice (2010) (V[5]) .... Alice
- Big Dick Gloryholes 5 (2010) (V[5])
- Strap-On Sunny (2010) (V[5]) .... Strap On Sunny
- The Flying Pink Pig (2010) (V[5])
- Masturbation Nation 10 (2010) (V[5])
- Until There Was You (2010) (V[5])
- Lil' Gaping Lesbians 3 (2010) (V[5])
- My Sister's Hot Friend 20 (2010) (V[5])
- Masturbation Nation 9 (2010) (V[5])
- Hot Girls in Tight Jeans (2010) (V[5])
- Sex and the City: In Search of the Screaming O - The XX Parody (2010) (V[5]) .... Samantha
- 2 Chicks Same Time 8 (2010) (V[5])
- Women Seeking Women 58 (2009)
- Tribade Sorority: House Rules (2009) (V[5])
- Flight Attendants (2009) (V[5]) .... Trans Continental Attendant Wendy
- Masturbation Nation 3 (2009) (V[5])
- Big Tit Cream Pie 3 (2009) (V[5])
- Midgets Vs. Mascots (2009) (non crédité) .... Gidget the Midget
- Pussy a Go Go! (2009) (V[5])
- All Dressed Up (2009) (V[5])
- Tribade Sorority 2: Campus Life (2009) (V[5]) .... Sunny
- Lesbian Tutors 8 (2009) (V[5])
- Battle of the Asses 2 (2009) (V[5])
- Masturbation Nation (2009) (V[5])
- Performers of the Year 2009 (2009) (V[5])
- We Were of Innocence (2009) (V[5])
- Pornstar Workout (2009) (V[5])
- Feeding Frenzy 10 (2009) (V[5])
- Tribade Sorority (2009) (V[5])
- The King of Coochie 4 (2009) (V[5])
- Curvy Girls 3 (2009) (V[5])
- The Pinch (2009) (V[5])
- Justice for Raw (2009) (V[5])
- I Love Big Butts 6 (2009) (V[5])
- Bad in Plaid (2009) (V[5])
- The Love Box (2008) (V[5]) .... Sunray
- Not Bewitched XX (2008) (V[5]) .... Harem Girl 1
- Roller Dollz (2008) (V[5]) .... Florence Fightingale
- Screen Dreams 3 (2008) (V[5])
- Kink (2008) (V[5])
- Tunnel Vision 3 (2008) (V[5])
- Dreams & Desires (2008) (V[5])
- Apple Bottomz 5 (2008) (V[5])
- House of Ass 9 (2008) (V[5])
- Hellcats 14 (2008) (V[5])
- Big Wet Asses 13 (2008) (V[5])
- Flying Solo (2008) (V[5])
- What Gets You Off... 4 (2008) (V[5])
- How to Eat Pussy Like a Champ (2008) (V[5])
- Mean Bitches Erotic Femdom 3 (2008) (V[5])
- Cum Buckets! 8 (2008) (V[5])
- Spring Fling (2008) (V[5])
- All About Me 2 (2008) (V[5])
- I Have a Wife 2 (2008) (V[5])
- No Man's Land Girlbang (2007)
- Barely Legal Auditions (2007) (V[5]) .... Juge
- "Canoga Park" (2007) Episode TV .... Sunny Lane
- The Make Up (2007) (V[5]) .... Hotel Room Hooker
- Diary of a Nanny 2 (2007) (V[5])
- The One (2007/II) (V[5])
- The Real Boogie Nights (2007) (V[5])
- eXXtra eXXtra: The Bad Girls of Hollywood (2007) (V[5]) .... Dana Devine
- Off the Hook (2007) (V[5])
- Dirty Little Stories 2 (2007) (V[5])
- Brianna Love Is Buttwoman (2007) (V[5])
- Sleepover (2007) (V[5])
- We Swallow 15 (2007) (V[5])
- POV Fuck Movie (2007) (V[5])
- Pussy Party 24: Assalicious (2007) (V[5])
- Pussy Party 21: Rude Little Pigs (2007) (V[5])
- POV Cock Suckers 4 (2007) (V[5])
- Goo Girls 26 (2007) (V[5])
- Evilution 3 (2007) (V[5])
- Cum Buckets! 7 (2007) (V[5])
- Wide Ass (2007) (V[5])
- Massive Asses (2007) (V[5])
- Do It Yourself Porn (2007) (V[5])
- Bubble Butt Bonanza 12 (2007) (V[5])
- Slut Puppies 2 (2006) (V[5])
- Lesbian Seductions: Older/Younger Vol. 7 (2006) (V[5]) (comme Sunny)
- Gossip (2006) (V[5]) .... Salon Patron
- Girl 2 Girl (2006) (V[5])
- Barely Legal School Girls (2006) (V[5])
- Nut Busters (2006) (V[5])
- Hot Bods and Tail Pipe 30 (2006) (V[5])
- The More the Merrier (2006) (V[5]) .... Sunny
- Sick Girls Need Sick Boys 2 (2006) (V[5])
- Bang Boat Vol. 5 (2006) (V[5]) (comme Sunny)
- Young Cummers 4 (2006) (V[5])
- Pussy Party 18: Captive (2006) (V[5])
- Who's Your Daddy? 8 (2006) (V[5])
- Missionary: Impossible (2006) (V[5])
- Erotica XX 11 (2006) (V[5])
- House of Ass 4 (2006) (V[5])
- Cumstains 9 (2006) (V[5])
- Sorority Sluts: Iota Eta Pi (2006) (V[5])
- Lip Lock My Cock (2006) (V[5])
- Fresh Meat 21: Built Like a Brick... (2006) (V[5])
- Lip Lock My Cock 3 (2006) (V[5])
- Sunny Lane Is Built for Filth (2006) (V[5])
- Provocative (2006) (V[5])
- Toys, Twats, Tits (2006) (V[5])
- Jack's POV 3 (2006) (V[5])
- Jack's Playground: Big Ass Show 3 (2006) (V[5])
- Chicks Gone Wild (2006) (V[5])
- Dirty Love (2006) (V[5])
- Pussy Party 15: Unwrapped (2006) (V[5])
- Pick an Open Lane (2006) (V[5])
- Sexual Freak (2006) (V[5])
- Bad Bad Blondes (2006) (V[5])
- Young Sluts, Inc. 17 (2005) (V[5])
- College Wild Parties Vol. 2 (2005) (V[5])
- Hellcats 8 (2005) (V[5])
- Britney Rears 2: I Wanna Get Laid (2005) (V[5])
- Sex Pix / Orgies de petites bourgeoises (2005) (V[5])
- Dark Angels 2 (2005) (V[5]) .... Jesse
- Double Play 3 (2005) (V[5])
- Service Animals 20 (2005) (V[5])
- Cum Stained Casting Couch 2 (2005) (V[5])
- Service Animals 19 (2005) (V[5])
- Stuffin' Young Muffins 4 (2005) (V[5])
- "Black Tie Nights" (2005) Episode TV
- Sexual Multiplicity (2005) (V[5])
- Mr. Pete Is Unleashed 5 (2005) (V[5])
- Wetter the Better 2 (2005) (V[5])
- Spunk'd 2 (2005) (V[5])
- Craving Big Cocks 6 (2005) (V[5])
- Whale Tail (2005) (V[5])
- Innocence White Panties (2005) (V[5])
- DarkSide (2005) (V[5]) .... Cheerleader
- POV Fantasy 1 (2005) (V[5])
- Cum Craving Teens 2 (2005) (V[5])
- Shane's World: Girls Night Out (2005) (V[5])
- Mr. Pete Is Unleashed 6 (2005) (V[5])
- Fresh New Faces 6 (2005) (V[5])
- Your Ass Is Mine (2005/I) (V[5])
- Swine's P.O.V. (2005) (V[5])
- Planting Seeds 2 (2005) (V[5])
- She Bangs! / Stacey en mission très spéciale (2005) (V[5]) .... Stacey
- Vault of Whores (2005) (V[5])
- About Face 2 (2005) (V[5])
- Legal Teens (2005) (V[5])
- Man's Best Friend (2005/I) (V[5])
- Watch Me Cum (2005) (V[5])
- Flower's Squirt Shower 2 (2005) (V[5])
- Big Gulps (2005) (V[5])
- Internal Revenues 1 (2005) (V[5])